# Джозайя Клемент Уэджвуд, 1-й барон Уэджвуд
Джозайя Клемент Уэджвуд, 1-й барон Уэджвуд (англ. Josiah Clement Wedgwood, 1st Baron Wedgwood; 16 марта 1872, Барластон, Стаффордшир — 26 июля 1943, Лондон) — английский политик, полковник Британской армии.

## Биография
Джозайя Клемент Уэджвуд родился 16 марта 1872 года в Барластоне; происходит из известной семьи фабрикантов художественного фаянса; праправнук гончара Джозайя Уэджвуда. Окончил Королевской навигационной школе и Клифтон-колледже.
В 1906 году он был избран в парламент от либеральной партии Великобритании. В 1908 году принимал участие в агитации Ллойд Джорджа и либералов против земельной аристократии и был председателем Лиги налогового обложения земельной собственности. 

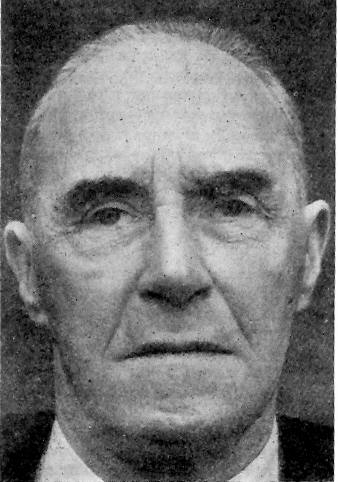
Джозайя Уэджвуд

Участвовал во Второй англо-бурской (1899—1902) и Первой мировой войне. 
В конце 1917 года Уэджвуд был послан английским правительством, в качестве представителя военного министерства, на русский Дальний Восток. Убедившись здесь в нецелесообразности интервенции, Уэджвуд сообщил об этом в военное министерство и покинул Владивосток. 
Разочаровавшись в либерализме, он в 1919 году примкнул к Лейбористской партии и в 1921 году стал вице-председателем её парламентской фракции. В 1924 году, в качестве канцлера герцогства Ланкастерского (своего рода министр без портфеля), Уэджвуд был членом первого рабочего правительства Джеймса Рамсея Макдональда. По своим политическим взглядам Уэджвуд примыкал к правому крылу рабочей партии; является одним из авторов её аграрной программы (1925). Считался одним из специалистов рабочей партии по делам Британской Индии.
Джозайя Клемент Уэджвуд, 1-й барон Уэджвуд умер 26 июля 1943 года в городе Лондоне.
Отмечен британским орденом «За выдающиеся заслуги».